# كاثلين نوريس
كاثلين نوريس (بالإنجليزية: Kathleen Norris)‏ (16 يوليو 1880، سان فرانسيسكو في الولايات المتحدة - 18 يناير 1966، سان فرانسيسكو في الولايات المتحدة)؛ كاتِبة ومؤلِّفة، صحفية وروائية أمريكية. درست في جامعة كاليفورنيا.

## روابط خارجية
- كاثلين نوريس على موقع IMDb (الإنجليزية)
- كاثلين نوريس على موقع قاعدة بيانات الفيلم (الإنجليزية)